# ريوتا تيراأوتشي
ريوتا تيراأوتشي (باليابانية: 寺内 良太) (26 أبريل 1982 في إيشيكاوا في اليابان – )؛ هو لاعب كرة قدم سابق كان يلعب كمهاجم.